# Top 150 Hit Mania - The Definitive Collection
Top 150 Hit Mania - The Definitive Collection è una raccolta di vari artisti facente parte della serie Hit Mania.
La compilation è composta da 8 CD ed è stata pubblicata nel maggio 2011.

## Tracce
Disco 1
1. Shakira – Whenever, Wherever
2. Marie Claire D'Ubaldo – The Rhythm Is Magic
3. Paulina Rubio – Y yo sigo aquí
4. Kelly Joyce – Vivre la vie
5. Des'ree – Life
6. Jamelia – Superstar
7. Mousse T. – Is It 'cos I'm Cool? (feat. Emma Lanford)
8. M People – Moving on up
9. M.A.M. – Dirás que estoy loco
10. Gabin – Doo uap, doo uap, doo uap
11. Everything but the Girl – Missing (Todd Terry Club Mix)
12. 2black – Waves of luv
13. Lùnapop – 50 Special
14. Valeria Rossi – Tre parole
15. Paola & Chiara – Vamos a bailar (Esta vida nueva)

Disco 2
1. Chumbawamba – Tubthumping
2. Shakira – Hips Don't Lie (feat. Wyclef Jean)
3. Natalie Imbruglia – Torn
4. 4 Non Blondes – What's Up?
5. Shivaree – Goodnight Moon
6. Anggun – Snow on the Sahara
7. Jennifer Paige – Crush
8. OutKast – Hey Ya!
9. Eamon – Fuck It (I Don't Want You Back)
10. Nate James – The message
11. Kevin Lyttle – Turn me on
12. Novastar – Never Back Down
13. Piotta – Supercafone
14. Neffa – La mia signorina
15. Povia – I bambini fanno "ooh..."

Disco 3
1. Tom Jones – Sex Bomb (feat. Mousse T.)
2. Anastacia – Paid My Dues
3. James Blunt – High
4. Alicia Keys – Fallin'
5. Dolores O'Riordan – Ordinary Day
6. Simply Red – Sunrise
7. Nelly Furtado – I'm Like a Bird
8. Corinne Bailey Rae – Put Your Records On
9. All Saints – Rock Steady
10. Morcheeba – Rome Wasn't Built in a Day
11. Midge Ure – Breathe
12. Mario Biondi & The Hight Five Quintet – This Is What You Are
13. Urthboy – We Get Around
14. Zero Assoluto – Appena prima di partire
15. Le Vibrazioni – Dedicato a te
16. Daniele Silvestri – La paranza

Disco 4
1. Britney Spears – Toxic
2. Christina Aguilera – Genie in a Bottle
3. Avril Lavigne – Complicated
4. Bebe – Malo
5. Frou Frou – Breathe In
6. Billie Ray Martin – Your Loving Arms
7. Shaggy – Boombastic
8. Just Jack – Starz in Their Eyes
9. Robert Post – Got None
10. James Kakande – You You You
11. Backstreet Boys – I Want It That Way
12. Westlife – Uptown Girl
13. Tokio Hotel – Monsoon
14. Irene Grandi – Bruci la città
15. Nek – Laura non c'è
16. 883 – Sei un mito

Durata totale: 0:00
Disco 5
1. Anastacia – I'm Outta Love
2. Avril Lavigne – Sk8er Boi
3. Alicia Keys – If I Ain't Got You
4. Simply Red – So not over you
5. Craig David – 7 Days
6. Gavin DeGraw – Chariot
7. Ké – Strange
8. Sean Paul – Get Busy
9. Lou Bega – Mambo No. 5
10. The Servant – Orchestra
11. The Rasmus – In the Shadows
12. Sandy Müller – Não Tenho Pressa
13. Zero Assoluto – Svegliarsi la mattina
14. Frank Head – Para parà ra rara
15. Sugarfree – Cleptomania
16. Io, Carlo – L'ego

Disco 6
1. Gigi D'Agostino – L'amour toujours (I'll Fly with You)
2. Robert Miles – Children
3. Corona – Baby Baby
4. Ice MC – It's a Rainy Day
5. La Bouche – Sweet Dreams
6. Crazy Frog – Axel F
7. Gala – Freed from Desire
8. Feel Good Production – The Feel Good Vibe
9. Black Legend – You See the Trouble With Me
10. Boris & Michi present Fiorello – Azzurro
11. Mimmo Amerelli – Alla consolle
12. Prezioso feat. Marvin – Le Louvre
13. Dj Lhasa – Giulia
14. Playahitty – The Summer Is Magic
15. Regina – Day by day
16. Neja – Shock!
17. Paps'n'Skar – Loving you
18. Ultra Nate – Free
19. 49ers – Touch Me
20. X-treme – Love Song
21. Danzel – Pump It Up!
22. Paradise – 2black (feat. Alice & Elen)
23. Alexia – Uh la la la
24. Eiffel 65 – Too Much of Heaven

Durata totale: 0:00
Disco 7
1. Corona – The Rhythm of the Night
2. Bob Sinclar – Love Generation (feat. Gary Pine)
3. Michael Gray – The Weekend (feat. Shena)
4. Alexia – Summer Is Crazy
5. Taleesa – I found luv
6. Miranda – Vamos a la playa
7. Scatman John – Scatman's World
8. Cartoons – DooDah!
9. Panjabi MC – Mundian To Bach Ke
10. Benny Benassi presents The Biz – Satisfaction
11. Gigi D'Agostino & Albertino – Super
12. Eiffel 65 – Blue (Da Ba Dee)
13. DJ Dado vs Michelle Weeks – Give me love
14. R.A.F by Picotto – Ocean whispers
15. Gala – Come into My Life
16. Prezioso feat. Marvin – Tell Me Why
17. Wamdue Project – King of My Castle
18. Ann Lee – 2 Times
19. Mousse T. – Horny '98 (feat. Hot 'n' Juicy)
20. Tamperer featuring Maya – Feel It
21. Billy More – Up & Down (Don't Fall in Love with Me)
22. Kmc – Somebody to touch me
23. Basic Connection – Angel (Don't Cry) (feat. Joanne Houchin)
24. Raffaella Destefano – Domani

Durata totale: 0:00
Disco 8
1. Haiducii – Dragostea din tei
2. Bob Sinclar – World, Hold On (Children of the Sky) (feat. Steve Edwards)
3. U.s.u.r.a. – Open Your Mind
4. Ice MC – Take Away the Colour
5. Alcazar – Crying at the Discoteque
6. Prezioso feat. Marvin – Voglio vederti danzare
7. DJ Dado – Coming back
8. Whigfield – Saturday Night
9. Deepswing – In the music
10. Neja – Restless
11. Systematic – Everyday
12. Magic Box – Carillon
13. Holly Valance – Kiss Kiss
14. Par-T-one – I'm So Crazy
15. 20 Fingers – Short Dick Man
16. Ti.Pi.Cal. – The Colour Inside (feat. Josh)
17. Alex Party – Wrap Me Up
18. Estrella – La playa del sol
19. Cappella – U Got 2 Let the Music
20. Jinny – Wanna Be With You
21. J.K. – You & I
22. Silvia Coleman – Take My Breath Away
23. Double You – Dancing With An Angel
24. Den Harrow – Push Push